# Pirkko Määttä
Pirkko Sisko Määttä (* 7. März 1959 in Kuusamo, Nordösterbotten) ist eine ehemalige finnische Skilangläuferin.
Määttä gehörte der finnischen Nationalmannschaft für mehr als zehn Jahre an. Dabei nahm sie an vier Olympischen Winterspielen (1984–1994) und sieben Weltmeisterschaften (1982–1995) teil.
Ihre ersten Olympischen Winterspiele erlebte Määttä 1984 in Sarajevo. Dort trat sie in den Einzelrennen über 5, 10 und 20 Kilometer an und belegte die Ränge 10, 19 und 9. Im Staffelwettkampf gewann sie mit ihren Teamkollegen Eija Hyytiäinen, Marjo Matikainen und Marja-Liisa Hämäläinen die Bronzemedaille. Vier Jahre später, bei den Olympischen Winterspielen in Calgary erreichte sie über 5 und 10 Kilometer die Plätze 16 und 7. Erneut gewann sie eine Bronzemedaille im Staffelwettbewerb mit Hämäläinen, Matikainen und Jaana Savolainen. Bei den folgenden Winterspielen 1992 und 1994 erreichte die finnische Staffel jeweils den vierten Platz. Määttä landete in den Einzelrennen zwischen Rang 9 und 17.
Die erfolgreichste WM-Teilnahme hatte Määttä 1989 in Lahti. Dort erreichte sie im Einzelrennen über 10 Kilometer im klassischen Stil die Silbermedaille hinter ihrer Landsfrau Kirvesniemi. Den Wettkampf über 15 Kilometer beendete sie auf dem dritten Platz, hinter Matikainen und Kirvesniemi. Diese drei gewannen zusammen mit Savolainen den Staffelwettbewerb. Die finnische Frauenstaffel erreichte sonst mit Määttä mehrmals den vierten Platz (1982, 1985, 1991, 1993). Die besten Einzelresultate von Määttä außerhalb der Medaillenplätze waren ein fünfter Platz über 15 Kilometer 1991 sowie Rang sechs über 5 Kilometer 1993.
Määttä konnte nie ein Weltcup-Rennen gewinnen, erreichte aber in der Saison 1988/89 dreimal das Podium. Über 5 und 10 Kilometer wurde sie je einmal Zweite sowie einmal Dritte über 15 Kilometer. Ihre besten Resultate im Gesamtweltcup waren die neunten Ränge 1985/86 und 1988/89.